# Dziura w Kończystej Turni
Dziura w Kończystej Turni – jaskinia w Dolinie Miętusiej w Tatrach Zachodnich. Wejście do niej położone jest w południowym zboczu Kończystej Turni, w pobliżu Dziury Niżniej w Kończystej Turni, na wysokości 1195 m n.p.m. Długość jaskini wynosi 16,5 metrów, a jej deniwelacja 2 metry.

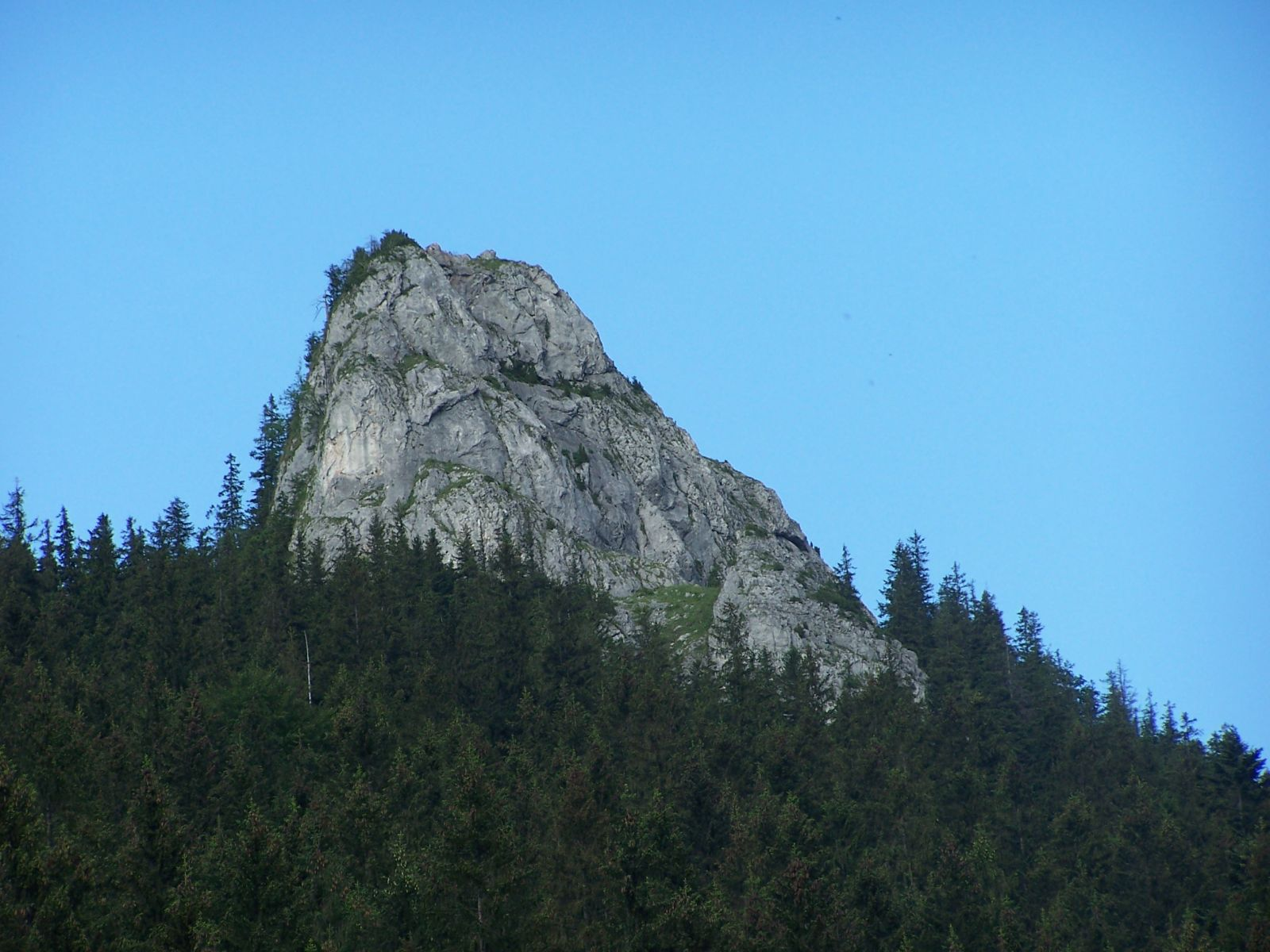
Kończysta Turnia

## Opis jaskini
Jaskinia zaczyna się wnęką w skale, w której znajdują się wejścia do trzech korytarzyków. Dwa z nich prowadzą do tej samej niewielkiej salki, trzeci kończy się w stropie trochę większej salki.

## Przyroda
W jaskini można spotkać nacieki grzybkowe. Zamieszkują ją nietoperze.

## Historia odkryć
Jaskinię jako pierwszy zwiedził Jan Gwalbert Pawlikowski w 1887 roku. Jej opis i plan sporządził Kazimierz Kowalski w 1952 roku.